# 馬克斯·托內托
馬克斯·托內托（Max Tonetto，1974年11月18日—），是一位意大利足球運動員。出生在的里雅斯特。在場上他司職左後衛。托內托离开意甲球隊羅馬后，宣告退役。
出道以來一直都效力低組別聯賽球會。曾於1999年以極低身價加盟大球會AC米蘭，惟幾乎沒有上過陣。其後又經過多次轉會，終於在2006年加盟羅馬。
2010年夏天合约到期后因年事已高，未能续约，离开了罗马，之后宣告退役。
托內托有過一次代表意大利國家隊出場的歷史，是在2007年6月2日意大利對法羅群島的一場2008年歐洲足球錦標賽預選賽。他是迄今第一次代表意大利國家隊出場時，年齡第三高的球員。